# Мачадо, Густаво
Густа́во Мача́до Мора́лес (исп. Gustavo Machado Morales, 19 июля 1898, Каракас — 17 июля 1983, Каракас) — венесуэльский адвокат и политик, один из основателей Венесуэльской революционной партии (февраль 1927 года), Коммунистической партии Венесуэлы (КПВ) и Компартии Кубы. Активный борец с диктаторскими режимами. Он был членом Поколения 1928 года — активистов, выступавших против диктатуры Хуана Висенте Гомеса. За свои политические взгляды и деятельность неоднократно подвергался арестам, тюремному заключению, высылался из страны. В демократический период 1945—1948 он был членом Учредительного собрания и кандидатом на президентских выборах 1947 для Коммунистической партии. Он был избран в палату депутатов Венесуэлы четыре раза, прослужив там пятнадцать лет. Был основателем и директором газеты «Tribuna Popular» («Народная трибуна»), органа ЦК КПВ. Национальный секретарь Компартии Венесуэлы в 1958—1970, с 1971 — председатель КПВ.

## Биография
Мачадо родился в богатой венесуэльской семье, сын Карлоса Мачадо и Марии Моралес. В 16 лет он участвовал в Национальной ассамблее студентов и организовал первую демонстрацию против диктатора Хуана Висенте Гомеса. Арестованный в мае 1914 года, провел десять месяцев в тюрьме. Он продолжал изучать право с 1916 по 1919 год в Центральном университете Венесуэлы, когда отправился в изгнание после его участия в неудачном заговоре Луиса Рафаэля Пиментеля.
Учитывая его страсть к спорту, он основал со своими братьями Густаво и Роберто один из бейсбольных клубов «Los Samanes BBC», который в период между 1914 и 1918 годами поддерживал сильное соперничество с «BBC Independencia», которое в то время поляризовало болельщиков Каракаса. Он выделялся как нападающий и четвертый командный бит, а также играл в футбол как левый защитник.
Моралес изучал право в Гарвардском университете и в Сорбонне, где встретил свою жену, окончив Сорбонну в 1924 году. В качестве законного представителя Кубинской корпорации тростникового сахара он переехал в Гавану, где с интересом наблюдал студенческие волнения, а в 1925 году участвовал в создании первоначальной кубинской коммунистической партии (позже переименованной в Народную социалистическую партию). С 1926 по 1929 год он жил в Мексике. Член Коммунистической партии Франции, в Мексике он был соучредителем в изгнании Венесуэльской революционной партии в феврале 1927 года. Он участвовал в захвате Форта Амстердам в Кюрасао Рафаэля Симона Урбины (Rafael Simón Urbina) в июне 1929 года, в очередной попытке свергнуть Гомеса. В этом движении участвовало 250 человек при похищении губернатора Кюрасао Леонарда Альберта Фрейтье, при поддержке коммунистов, таких как Мигель Отеро Силва, Хосе Томас Хименес и принц Гильермо Лара. Они разграбили оружие, боеприпасы и сокровищницу острова, вытащили губернатора Фрейтье к венесуэльским берегам на украденном американском корабле Маракайбо. Революционеры высадились в Ла Вела де Коро, но потерпели поражение от сил Гомеса, и рейд закончился неудачей. После этого неудавшегося рейда Мачадо отправился в изгнание в Колумбию с Урбиной и другими революционерами. По возвращении в Венесуэлу в 1935 году он снова был заключен в тюрьму, но был освобожден 14 февраля 1936 года под давлением народа. После публичного провозглашения коммунизма в марте 1936 года он был выслан из Венесуэлы 13 марта 1937 года и вернулся в изгнание в Мексику.
Мачадо вернулся в Венесуэлу снова в 1944 году и начал распространять мексиканские и советские фильмы и объяснил планы создания коммунистической организации. После венесуэльского государственного переворота 1945 года Мачадо был одним из двух коммунистов, избранных в новое Учредительное собрание на выборах 1946 года. Он был кандидатом на президентских выборах 1947 года в Коммунистическую партию, получив 3,3 % голосов, и был избран в Палату депутатов Венесуэлы на выборах 1947 года. В 1948 году он основал газету Tribuna Popular, ежедневную газету Коммунистической партии, и был ее директором до самой смерти, за исключением периодов с 1951 по 1958 год (из-за изгнания) и с 1963 по 1968 год (из-за тюремного заключения). После того, как венесуэльский государственный переворот 1948 года положил конец трехлетнему демократическому периоду, известному как El Trienio Adeco, он снова был заключен в тюрьму в 1950 году и выслан из страны в 1951 году.
После восстановления демократии в 1958 году Мачадо был избран в палату депутатов Венесуэлы на выборах 1958 года. 30 сентября 1963 года, после запрета Коммунистической партии Венесуэлы правительством Ромуло Бетанкура, Мачадо был арестован, и, несмотря на неприкосновенность парламента в качестве избранного депутата, был осужден военным трибуналом. Он провел пять лет в тюрьме. В 1964 году он отклонил предложение об освобождении, если он отправился в добровольное изгнание. Он был освобожден в мае 1968 года под международным давлением и был вновь избран в Палату депутатов Венесуэлы на выборах 1968 года и 1973 года. После того, как Unión Para Avanzar (UPA) был переименован в Коммунистическую партию Венесуэлы в 1970 году, он был избран президентом партии в 1971 году и оставался им до 1983 года.
Биография Густаво Мачадо: un caudillo prestado al comunismo (Хосе Агустин Катала и Доминго Альберто Рангель) была опубликована в 2001 году издательством Ediciones Centauro. Еще одно произведение Мануэля Фелипе Сьерры (Густаво Мачадо) было опубликовано El Nacional в 2006 году. Другое, Gustavo Machado de oligarca a comunista, 1914/1974 Хосе Карлосом Мариатеги и др., Было опубликовано Ediciones Centauro в 1975 году.
Он получил почетную докторскую степень в Университете Анд (Венесуэла) в 1981 году.